# Granja (Trancoso)
Granja es una freguesia portuguesa del concelho de Trancoso, con 9,26 km² de superficie y 223 habitantes (2001). Su densidad de población es de 24,1 hab/km².